# Parabaculum wushanense
Parabaculum wushanense är en insektsart som först beskrevs av Chen, S.C. och Yun He He 1997.  Parabaculum wushanense ingår i släktet Parabaculum och familjen Phasmatidae. Inga underarter finns listade i Catalogue of Life.